# Ореховка (Тараклийски район)
Ореховка (на молдовски: Orehovca) е село, разположено в Тараклийски район, Молдова.

## Население
Населението на селото през 2004 година е 59 души, от тях:
- 20 – молдовани (33,89 %)
- 19 – българи (32,20 %)
- 18 – гагаузи (30,50 %) – тюркоезични българи
- 1 – руснак (1,69 %)
- 1 – украинец (1,69 %)